# Дэвис, Фил (актёр)
Фи́лип (Фил) Дэ́вис (англ. Philip "Phil" Davis, род. 30 июля 1953, Грейс, Эссекс) — английский актёр, сценарист и режиссёр. Наиболее известен по ролям в телесериалах «Шерлок» (2010), «Уайтчепел» (2009—2013), «Быть человеком» (2013) и «Полдарк» (2015—2017), а также по роли Чалки в фильме «Квадрофения» (1979).

## Ранняя жизнь и образование
Дэвис родился в Грейс, Эссекс и вырос в Тарроке, Эссекс. Его отец работал на фабрике Procter & Gamble по производству мыла, а мать была распорядительницей столовой в больнице. В восемь лет у Дэвиса впервые обнаружился интерес к актёрской игре. Он посещал школу в Южном Окендоне, где постоянно отвлекался на занятиях, однако охотно принимал участие в школьных спектаклях. Он также состоял в Национальном молодёжном театре и Театральной студии Джоан Литтлвуд.

## Карьера
Он срежиссировал фильмы «Удостоверение» (1995), «Настоящая женщина» (1998) и «Удержите ночь» (1999), а также пятый фильм «Ошибки правосудия» сериала «Главный подозреваемый».

### Кино
В 1979 году Дэвис сыграл роль мода Чалки в фильме «Квадрофения» (1979). В фильме «Баунти» (1984) он исполнил роль гардемарина Эдварда «Нэда» Янга; в этом фильме также сыграл Дэниел Дэй-Льюис, который назвал игру Дэвида одним из своих величайших вдохновений. Сотрудничая с Майком Ли, он сыграл Стэнли в фильме «Высокие надежды» (1988) и мужа главной героини в «Вере Дрейк» (2004).
Среди других фильмов с его участием выделяются «Кентерберийские рассказы» (1972), «Стена» (1982), «Фирма» (1988), «Вой 5: Возрождение» (1989), «Чужой 3» (1992), «Во имя отца» (1993), «Тайны и ложь» (1996), «С феями — шутки плохи» (1997), «Казанова» (2005), «Скандальный дневник» (2006), «Мечта Кассандры» (2007), «Ещё один год» (2010) и «Мистер Холмс» (2015).

### Телевидение
Дэвис исполнил много ролей на телевидении. Он сыграл Смоллвида в мини-сериале BBC «Холодный дом» (2005), убийцу-таксиста Джеффа Хоупа в эпизоде «Этюд в розовых тонах» (2010) культового сериала «Шерлок», адвоката семьи преступников Микки Джоя в сериале «Шёлк», злобного слугу Джуда Пэйнтера в костюмированной драме «Полдарк» и детектива-инспектора Тома Пайпера в криминальной драме «Чёрная работа». В 2008 году он появился в эпизоде «Огни Помпеи» культового телесериала «Доктор Кто», а в 2013 году сыграл человеческое воплощение Дьявола в пятом и последнем сезоне телесериала BBC Three «Быть человеком».
Среди ролей Дэвиса на телевидении также выделяются такие сериалы, как «Робин из Шервуда» (1985—1986), «Инспектор Морс» (1992), «Мисс Марпл Агаты Кристи» (2006), «Убийства в Мидсомере» (2007), «Инспектор Джордж Джентли» (2007), «Чуть свет — в Кэндлфорд» (2008), «Прах к праху» (2008), «Отчаянные романтики» (2009) и «Мерлин» (2011).

## Личная жизнь
В 2002 году Дэвис женился на актрисе Ив Мэтисон (род. 1960) в Хакни, Лондон. У супругов есть дочь Эми Элисабет (род. 2002). У Дэвиса от предыдущих отношений есть сын Хьюго (род. 1996).